# Austeria (powieść)
Austeria – powieść Juliana Stryjkowskiego z 1966 roku. Jest to jeden z wielu jego utworów, którego akcja rozgrywa się w ortodoksyjnych żydowskich środowiskach małych miasteczek galicyjskich (zob. sztetl) w przededniu I wojny światowej.

## Treść
W powieści plan realistyczny splata się z planem metaforycznym. Akcja toczy się na początku I wojny światowej. Do Galicji wkraczają wojska rosyjskie. W przydrożnej karczmie (tytułowa austeria) należącej do starego Żyda Taga chronią się uchodźcy – przedstawiciele małomiasteczkowej społeczności żydowskiej. Autor przedstawia zwielokrotnione wojenną atmosferą i napięciem konflikty międzyludzkie, dotąd utajone i nie ujawnione wprost zawiści i pragnienia. Nagle wali się utarty porządek świata i wszystko staje się dozwolone dla ratowania życia. Jest to zapowiedź tej sytuacji, jaką przyniesie II wojna światowa.

## Ekranizacja
Powieść znana jest z ekranizacji dokonanej przez Jerzego Kawalerowicza pod tym samym tytułem w 1982 roku.